# Major League Soccer 2002
Dieser Artikel ist eine Zusammenfassung der Major League Soccer-Saison 2002.

## Final standings
| Position | Eastern Conference     | Points | Played | Wins | Draws | Losses | Goals | Against | Difference | Average attendance |
| -------- | ---------------------- | ------ | ------ | ---- | ----- | ------ | ----- | ------- | ---------- | ------------------ |
| 1        | New England Revolution | 38     | 28     | 12   | 2     | 14     | 49    | 49      | 0          | 16,927             |
| 2        | Columbus Crew          | 38     | 28     | 11   | 5     | 12     | 44    | 43      | +1         | 17,429             |
| 3        | Chicago Fire           | 37     | 28     | 11   | 4     | 13     | 43    | 38      | +5         | 12,922             |
| 4        | MetroStars             | 35     | 28     | 11   | 2     | 15     | 41    | 47      | −6         | 18,148             |
| 5        | D.C. United            | 32     | 28     | 9    | 5     | 14     | 31    | 40      | −9         | 16,519             |
| Position | Western Conference     | Points | Played | Wins | Draws | Losses | Goals | Against | Difference | Average attendance |
| 1        | LA Galaxy              | 51     | 28     | 16   | 3     | 9      | 44    | 33      | +11        | 19,047             |
| 2        | San José Earthquakes   | 45     | 28     | 14   | 3     | 11     | 45    | 35      | +10        | 11,150             |
| 3        | Dallas Burn            | 43     | 28     | 12   | 7     | 9      | 44    | 43      | +1         | 13,122             |
| 4        | Colorado Rapids        | 43     | 28     | 13   | 4     | 11     | 43    | 48      | −5         | 20,687             |
| 5        | Kansas City Wizards    | 36     | 28     | 9    | 9     | 10     | 37    | 45      | −8         | 12,255             |

Die LA Galaxy, New England Revolution und die San José Earthquakes sind durch ihre Platzierungen in der „Regular Season“ für den CONCACAF Champions’ Cup 2003 qualifiziert.
Columbus qualifiziert als U.S.-Open-Cup-Sieger.

## Team Awards
- MLS Cup – LA Galaxy
- U.S. Open Cup – Columbus Crew
- MLS Supporters’ Shield – LA Galaxy

## Individual Awards
- wertvollster Spieler: Carlos Ruiz, LA Galaxy
- bester Scorer: Taylor Twellman, New England Revolution (52)
- Torschützenkönig: Carlos Ruiz, LA Galaxy (24)
- Verteidiger des Jahres: Carlos Bocanegra, Chicago Fire
- Torhüter des Jahres: Joe Cannon, San José Earthquakes
- Anfänger des Jahres: Kyle Martino, Columbus Crew
- Trainer des Jahres: Steve Nicol, New England Revolution
- Comeback Spieler des Jahres: Chris Klein, Kansas City Wizards
- Tor des Jahres: Carlos Ruiz, LA Galaxy
- Fair Play Preis: Mark Chung, Colorado Rapids
- Humanitarian of the Year: Steve Jolley, MetroStars